# Slag (honkbal)

Slagman Alex Cabrera

Slag bij het honkbal of softbal is een naam voor een handeling in het honkbal en softbal.
De term wordt gebruikt om de handeling aan te geven van de slagman van de slagpartij die aan de beurt is. Deze slaat op aangooien van de werper de bal het veld in en probeert dan zo snel mogelijk het eerste honk te bereiken. De slagman is in drie gevallen uit: als de bal wordt gevangen zonder dat deze op de grond stuiterde, als de bal een veldspeler (meestal de eerste honkman) met een voet op het eerste honk bereikt voordat de slagman dat honk bereikt, of als de slagman onderweg door een veldspeler met de bal wordt uitgetikt. 
Het toucheren van de bal waarbij deze niet het speelveld in geraakt geldt als slag, maar de slagman mag in dat geval niet naar het honk lopen. Behalve in geval van een vangbal (dan is de slagman uit) heet zo'n slag een foutslag. De werper zal dan opnieuw aangooien. Dat geldt ook als de slagman een slagbeweging maakt waarbij de bal niet wordt geraakt. En tot slot krijgt een slagman ook "slag" toegewezen wanneer deze verzuimt een slagbeweging te maken bij een geworpen bal die wel in de slagzone komt. Bij driemaal slag zonder het resultaat dat de slagman op het eerste honk belandt is deze ook uit. Een foutslag geldt echter niet als derde slag; de werper moet dan opnieuw aangooien.
De slagbeurt kan ook eindigen doordat de werper te veel onbruikbare wijdballen heeft gegooid. Bij vier wijd krijgt de slagman een vrije loop naar het eerste honk.